# Kippetje met saffieren hanger
Het Kippetje met saffieren hanger (Russisch: Курочка с сапфировым кулоном) is een van de ongeveer vijftig paaseieren die de beroemde juwelier Peter Carl Fabergé maakte in opdracht van de Russische tsaren. Het ei werd in 1886 gemaakt voor tsaar Alexander III, die het aan zijn vrouw schonk, de keizerin Maria Feodorovna. Het is een van de acht eieren die momenteel zoek is.

## Omschrijving van het ei
Het exacte ontwerp van het ei is niet bekend omdat er geen foto's en of illustraties van zijn gemaakt en geschreven beschrijvingen van het ei elkaar op sommige punten tegenspreken.

## De surprise
De surprise wordt in het keizerlijke archief (met data 15 februari 1886 tot er met 24 april 1886) omschreven als "een gouden haan met roze diamanten die een saffieren ei uit een nest pakt" Het saffieren ei werd losjes vastgehouden in de haan zijn bek. De haan en de mand waren beide gemaakt van goud en bezet met honderden gesneden roze diamanten. Het archief van de Voorlopige Regering omschrijft de haan als zijnde gemaakt van zilver op een gouden standaard, maar deze beschrijving is waarschijnlijk onjuist omdat de orders voor het 1886 tsaren-ei specifiek aangeven dat het geschenk van goud gemaakt moest worden.

## Geschiedenis
Het "Kippetje met saffieren hanger" werd op 5 april 1886 vanuit Fabergé's werkplaats gestuurd naar tsaar Alexander III. Het ei werd door de tsaar gepresenteerd aan de tsarina Marie Fedorovna op 13 april van dat jaar. Tot de Russische Revolutie, van 1917, verbleef het ei in het Anichkovpaleis. De laatst bekende in 1922 gedocumenteerde verblijfplaats van het ei is volgens het archief van de Voorlopige Regering het Kremlin van Moskou. Het is onbekend of het ei verloren is gegaan of dat het in privébezit is.